# Nikephoros Melissenos
Nikephoros Melissenos (mittelgriechisch Νικηφόρος Μελισσηνός, * um 1045; † 17. November 1104) war ein byzantinischer General, Gegenkaiser und Kaisar unter Alexios I. Komnenos.

## Leben
Nikephoros Melissenos kam vermutlich in Dorylaion zur Welt, wo seine Familie ausgedehnte Ländereien besaß. Vor 1067 heiratete er Eudokia Komnena, die zweite Tochter des Domestikos der Scholai Johannes Komnenos und der Anna Dalassene, wodurch er Schwager des späteren Kaisers Alexios Komnenos wurde. Sie hatten mindestens einen Sohn, der Johannes Komnenos hieß. 
1070 nahm Melissenos unter dem Kommando seines ältesten Schwagers, des Protostrators Manuel Komnenos, an einem Feldzug gegen die Seldschuken teil, der für die Byzantiner bei Sebasteia mit einer Niederlage endete. Ebenso wie Manuel Komnenos geriet auch Melissenos in die Gefangenschaft des türkischen Anführers Chrysoskulos, den Manuel jedoch dazu überreden konnte, in byzantinische Dienste einzutreten. Unter Kaiser Michael VII. bekleidete Melissenos die Würde eines Magistros und amtierte als Dux von Triaditza (heute Sofia). 
Als im Oktober 1077 der Strategos von Anatolikon, Nikephoros Botaneiates, gegen Michael VII. rebellierte, hielt Melissenos dem Kaiser die Treue. Botaneiates behielt in den Thronwirren letztlich die Oberhand und bestieg im April 1078 als Nikephoros III. den Thron in Konstantinopel. Melissenos wurde als Parteigänger des abgesetzten Kaisers auf die Insel Kos verbannt. Im Herbst 1080 kehrte er nach Kleinasien zurück, wo es ihm gelang, sich der Unterstützung der lokalen Bevölkerung zu versichern und zahlreiche türkische Stammeskrieger als Söldner für seine Armee zu rekrutieren. Immer mehr Städte im westlichen und zentralen Kleinasien öffneten ihm die Tore und ließen zu, dass türkische Garnisonen in ihren Mauern stationiert wurden. Vergeblich versuchte Nikephoros III. den Feldherrn Alexios Komnenos, der erst kurz zuvor die Usurpatoren Nikephoros Bryennios und Nikephoros Basilakes bezwungen hatte, zu einem Feldzug gegen seinen Schwager zu bewegen. Im Februar 1081 nahmen Melissenos’ Truppen Nikaia ein, wo dieser als Basileus anerkannt wurde, und besiegten eine loyale Armee unter dem Eunuchen Johannes.
Im März 1081 lagerte Melissenos mit seiner Armee in Damalis auf der asiatischen Seite des Bosporus, als er die Nachricht von der Revolte der Komnenen gegen Nikephoros III. und von Alexios’ Erhebung zum Kaiser erhielt. Daraufhin schlug er seinem Schwager eine Teilung der Herrschaft vor, wobei der Balkan unter der Kontrolle der Komnenen verbleiben und er selbst Kleinasien behalten sollte. Im Gegenzug bot Alexios an, Melissenos als Kaisar anzuerkennen und ihm Thessalonike als Domäne zu übertragen, sofern er sich unterwürfe. Nach anfänglichem Zögern akzeptierte Melissenos diese Offerte, da sich abzeichnete, dass Konstantinopel den Komnenen zufallen würde und er ein ähnlich großzügiges Entgegenkommen in Zukunft nicht mehr erwarten durfte. Nachdem Alexios am 4. April 1081 zum Kaiser gekrönt worden war, löste er die seinem Schwager gegebenen Versprechen ein. Gleichzeitig allerdings verlieh er seinem älteren Bruder Isaak die neu geschaffene Würde eines Sebastokrators (Vizekaisers), wodurch Melissenos in der Hofhierarchie auf die dritte Position zurückfiel.
Melissenos erwies sich in der Folgezeit dennoch als loyaler Unterstützer des neuen Kaisers. Im Herbst 1081 nahm er am Feldzug gegen die Normannen teil, die unter Robert Guiskard in das Thema Dyrrhachion eingefallen waren. In der Entscheidungsschlacht, die für Byzanz in einer schweren Niederlage endete, befehligte Melissenos den rechten Heeresflügel. Zwei Jahre später vertrieben Alexios I. und Melissenos gemeinsam die von Guiskards Sohn Bohemund geführten Normannen aus Thessalien. 1086 geriet Melissenos nach der Niederlage gegen die Petschenegen bei Dristra in Gefangenschaft und musste vom Kaiser freigekauft werden. Im Frühjahr 1091 wurde er nach Ainos geschickt, um Bulgaren und Wlachen für einen weiteren Feldzug gegen die Petschenegen zu rekrutieren. Später im selben Jahr war er am Familiengericht in Philippopel beteiligt, das den von Theophylakt von Ohrid gegen den Dux von Dyrrhachion, Johannes Komnenos, erhobenen Vorwurf einer geplanten Usurpation untersuchte. 
Letztmals wird Nikephoros Melissenos in der Alexiade erwähnt, als er 1095 mit der Verteidigung der Region um Beroia gegen die Kumanen unter dem Prätendenten Pseudo-Diogenes beauftragt war. Er starb am 17. November 1104; die Umstände seines Todes sind unbekannt.